# Coiloniquia
La coiloniquia o uñas cuchara es un trastorno de las uñas, generalmente de la mano, en la que éstas son anormalmente delgadas, perdiendo su convexidad, pudiendo llegar a ser planas o incluso cóncavas.
La coiloniquia puede ser un signo de anemia hipocrómica, especialmente de la anemia por falta de hierro (ferropénica) y está asociada al Síndrome de Plummer-Vinson.